# 戦車兵 (ロシア陸軍)
ロシア陸軍における戦車兵（せんしゃへい、ロシア語: Танковые войска）は、兵科（ロシア語: рода войск）の一つで、主に戦車部隊を構成するものである。戦車部隊は火力、機動力及び装甲防御力に優れている。
なお、偵察部隊は、支援兵科の偵察兵として、ロシア連邦軍参謀本部情報総局（GRU）の管轄下にある。

## 戦車旅団
戦車大隊を3個、自動車化狙撃大隊（機械化歩兵）を1個大隊、自走榴弾砲大隊を1個大隊、その他いくつかの戦闘支援/後方支援部隊（大隊から小隊規模）を保有する諸兵科連合部隊であり、ロシア陸軍の基本的な展開部隊である。
詳細は、独立戦車旅団 (ロシア陸軍)を参照。

## 戦車大隊の編成（自動車化狙撃旅団）
自動車化狙撃旅団内の戦車大隊を構成する部隊は、下記のとおりである（2008年12月に承認された「定員表第5/60号」（MT-LBV装備）に従う。）。なお、戦車旅団内の戦車大隊は、3個中隊編制（中戦車 x30）である。
- 大隊司令部：将校 x2
- 大隊参謀部：将校 x1、曹長 x1、兵卒 x1
- 戦車中隊 x4：中戦車 x10（中隊長車＋3個小隊）
  - 戦車小隊 x3：中戦車 x3
- 通信小隊
  - 統制分隊（大隊長）
  - 統制分隊（大隊参謀部）
  - 通信分隊
- 保障小隊
  - 技術サービス分隊
  - 回収分隊
  - 自動車分隊
  - 自動車分隊
  - 経済分隊
- 医療所

## 装備
編制表上の主戦闘戦車（Основной боевой танк）としては、以下の3車種が想定されている。大隊長車は、各々の指揮車型（T-90A、T-80BV、T-72B）を使用する。

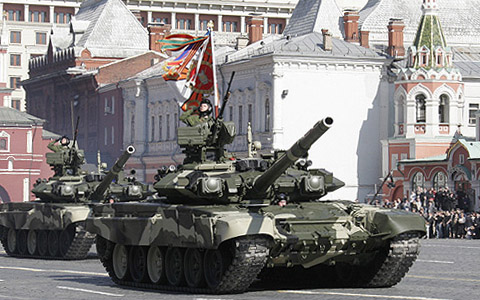
T-90A
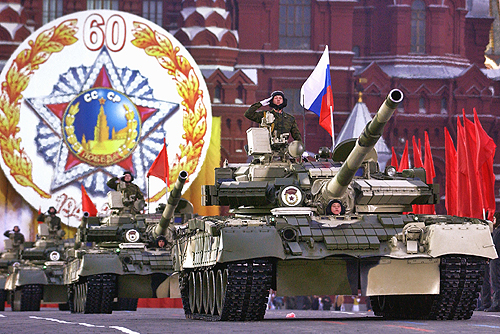
T-80BV
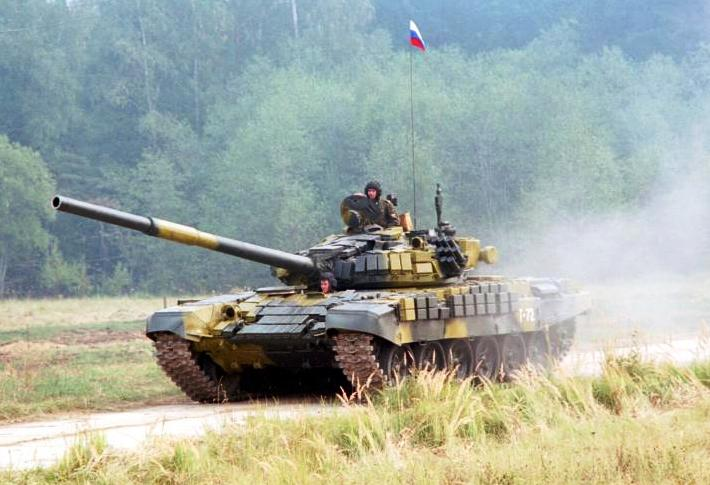
T-72BA